# (200229) 1999 UU28
(200229) 1999 UU28 es un asteroide perteneciente al cinturón de asteroides, descubierto el 31 de octubre de 1999 por el equipo del Spacewatch desde el Observatorio Nacional de Kitt Peak, Arizona, Estados Unidos.

## Designación y nombre
Designado provisionalmente como 1999 UU28.

## Características orbitales
1999 UU28 está situado a una distancia media del Sol de 2,721 ua, pudiendo alejarse hasta 2,932 ua y acercarse hasta 2,510 ua. Su excentricidad es 0,077 y la inclinación orbital 4,895 grados. Emplea 1639,58 días en completar una órbita alrededor del Sol.

## Características físicas
La magnitud absoluta de 1999 UU28 es 16,1.